# 寿曙堂清国
寿曙堂 清国（じゅしょどう きよくに、生没年不詳）とは、江戸時代の大坂の浮世絵師。

## 来歴
寿好堂よし国の門人とされる。　大坂の人、豊川の画姓を称し寿曙堂と号す。文政9年（1826年）の頃に役者絵を描いている。

## 作品
- 「登り役者顔見世乗込之図」　大判錦絵3枚続の内　池田文庫所蔵　※文政9年11月頃。「豊川清国画」の落款、寿陽堂とし国ほかとの合作
- 「中村芝翫楽屋入りの図」　大判錦絵　※とし国との合作